# Калаис (село)
Калаи́с — село в Кирсановском районе Тамбовской области, административный центр Калаисского сельсовета.
Расположено в 8 км к юго-западу от районного центра, при впадении реки Калаис в Ворону.
Население — 1180 человек.

## История
Село начало своё существование с начала XVIII века и в основе населения были однодворцы. Первые упоминания можно найти в окладных епархиальных книгах: «Часовня Николая Чудотворца в Тамбовском уезде в новоселебном сельце Калаисе. У той часовни двор попа Ивана… Да в приходе к той часовне в том селе жителей шестьдесят девять дворов Тамбовских детей боярских… А поп Иван в новоселебное село Калаис пришёл жить и мирские требы стал управлять в июне месяце нынешнего 706 году». По данным повторной переписи населения «в стане за большим заповедным лесом Тамбовского уезда» было 88 дворов детей бояр.